# Культура Ірану

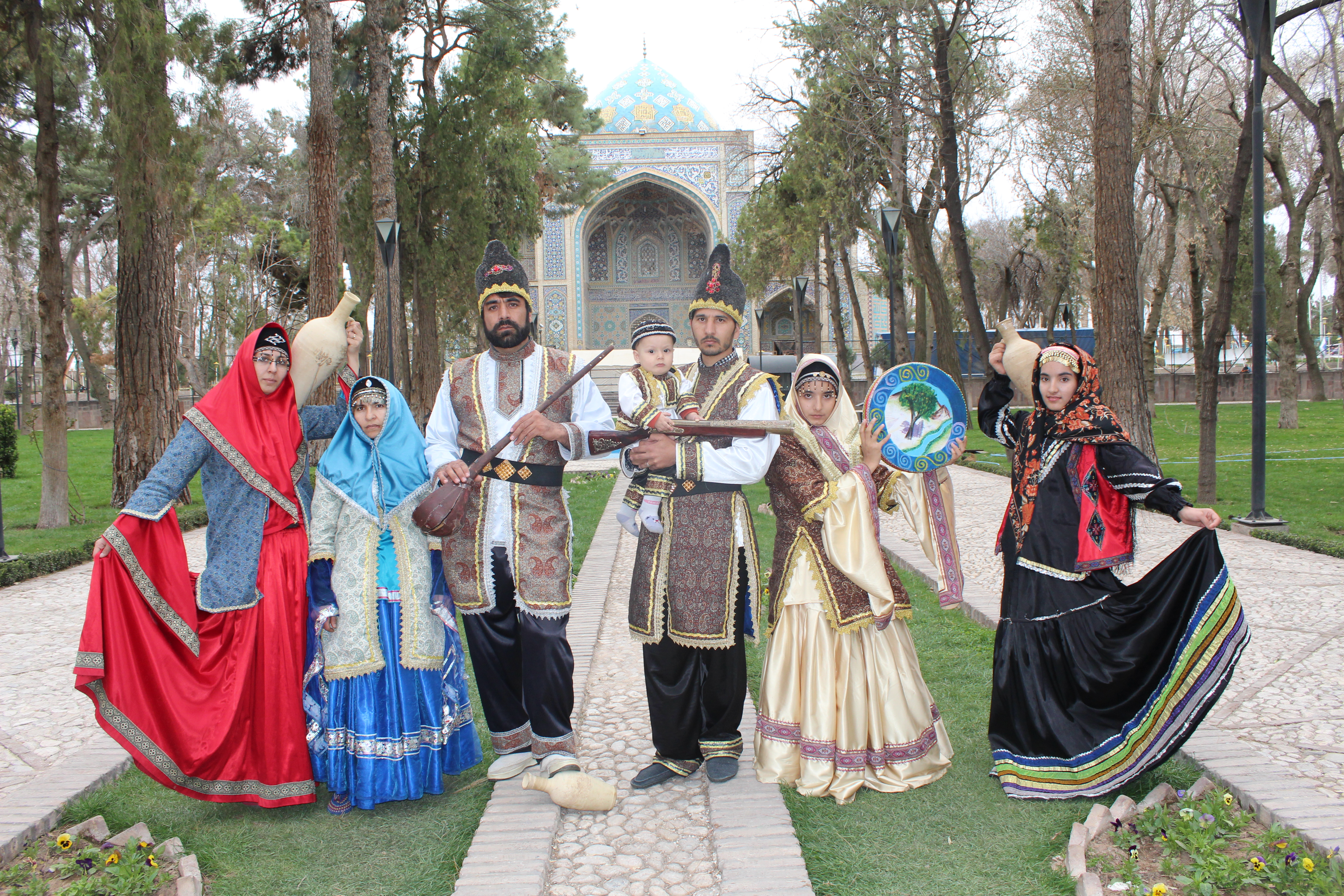
Нішапур, свято Новруз, іранська сім'я в традиційному одязі.

Культура Ірану, як і сам Іран, налічує близько двох з половиною тисяч років і бере свій початок з епохи зороастризму . Сучасна, існуюча в Ірані культура є складний синтез доісламських і ісламських норм, явищ, уявлень, образів.
Довгий час іранська культура була панівною культурою Близького Сходу і Середньої Азії, а перська мова була мовою інтелігенції, еліти цих регіонів протягом більшої частини другого тисячоліття нашої ери.
Під час епохи Сасанідів іранська культура мала значний вплив на Китай, Індію і Римську імперію, доходячи до Західної Європи і Африки. Цей вплив відігравав значну роль у формуванні як азійського, так і європейського середньовічного мистецтва. Багато важливих пластів з того, що потім стало відомо як ісламське знання: філологія, література, юриспруденція, філософія, медицина, архітектура та природничі науки були засновані на різного роду засадах і практиках, які вибираються зі Сасанидському Ірану.